# 小行星2445
小行星2445（2445 Blazhko）是一颗绕太阳运转的小行星，为主小行星带小行星。该小行星于1935年10月3日发现。
該小行星以俄羅斯天文學家謝爾蓋·布拉日科命名。

## 轨道参数
小行星2445的轨道半长轴为2.2685131 UA，离心率为0.147。